# Lobotidae
Lobotidae é uma família de peixes da subordem Percoidei, superfamília Percoidea.

## Espécies
- Lobotes pacificus Gilbert, 1898. Prejereba-do-Pacífico
- Lobotes surinamensis (Bloch, 1790). Prejereba-do-Atlântico